# Madarounfa
Madarounfa est une localité et une commune urbaine, chef-lieu du département de Madarounfa, dans la région de Maradi, au sud du Niger.

## Géographie

### Situation
Madarounfa est située sur les rives du lac de Madarounfa d'une superficie de 800 ha à 30 km au sud du chef-lieu régional, Maradi et à 692 km à l'est de Niamey, la capitale du pays.
| Safo | Safo             | Dan-Issa |
| Gabi | Madarounfa       | Dan-Issa |
|      | Jibia ( Nigeria) |          |

### Nature et environnement
La forêt de Madarounfa localisée à 1 km au nord du lac, classée depuis 1950 couvre une superficie de 830 ha. Le patrimoine forestier savanicole boisé bien conservé et la composition floristique variée, est composée des espèces telles que : Tamarindus indica, Mitragina inermis, Anogessus leocarpus, Acacia albida, Bauhiniarufescens, Acacia seyal, Acacia sénégal. 
Les îlots et forêts classées avoisinantes du lac de Madarounfa, forment un refuge pour une avifaune abondante et variée : cigognes, canards, sarcelles, chevaliers, camerons, pélicans.

## Histoire
Le canton de Madarounfa est fondé en 1944, par l'administration coloniale du Niger. En 2002, la réforme administrative substitut au canton, les deux communes de Madarounfa et de Dan-Issa.

## Population
La population de la commune urbaine est relevée à 71 832 habitants lors du recensement de 2012, dont 12 220 habitants pour la localité chef-lieu.
La population de Madarounfa est essentiellement composée des Haoussas, Peulh et Touareg.

## Économie
La région de Madarounfa pratique l'agriculture, l'élevage, la pêche et le commerce. Elle des indices minières comme l'or dans la région de Gabi , Maraka et Nielloua.

## Culture et patrimoine
La forêt classée, le lac de Madarounfa et les tombeaux des 99 saints sont inscrits sur la liste indicative du patrimoine mondial de l'Unesco.

## Madarounfa en images

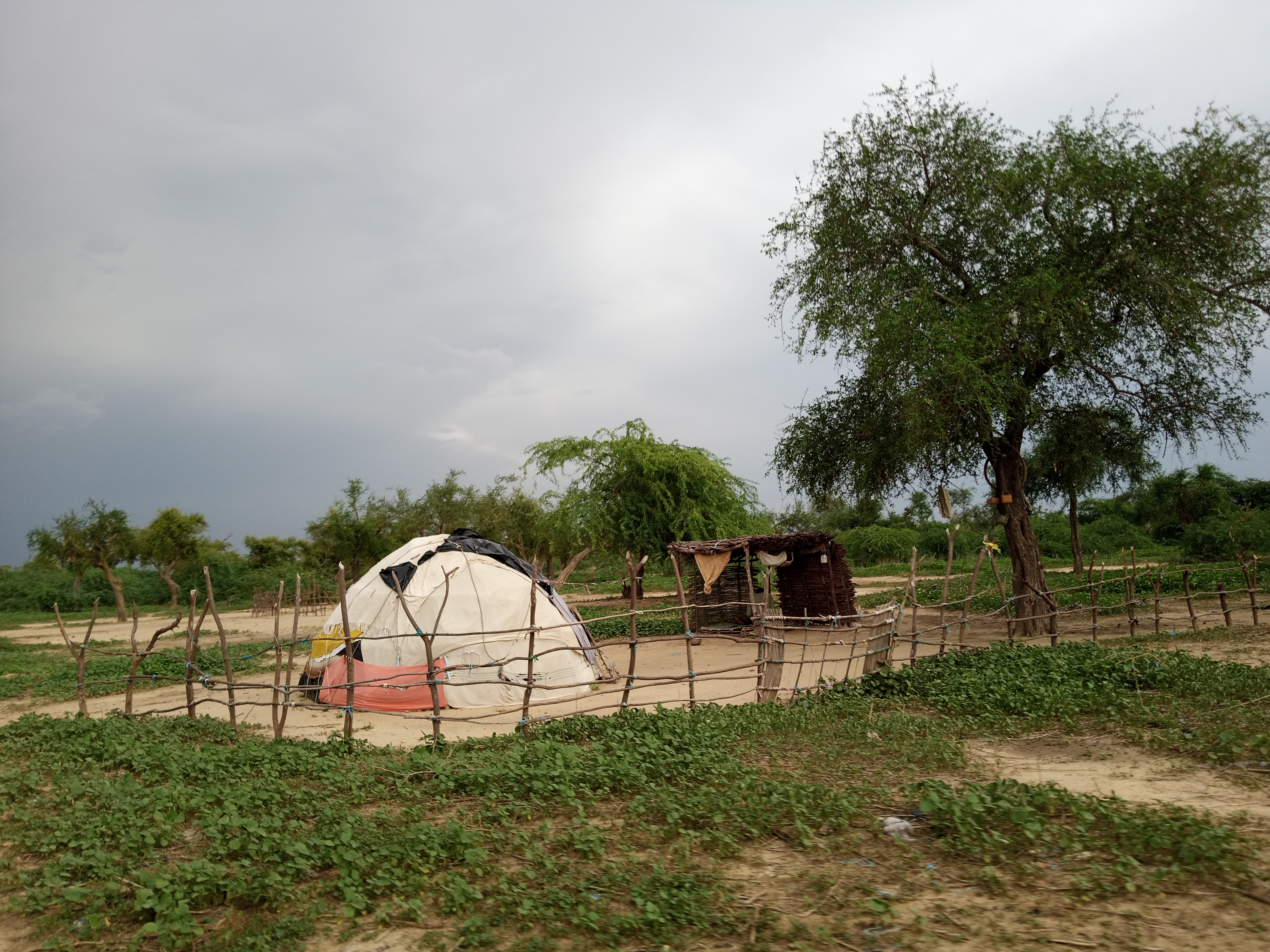
Campement touareg
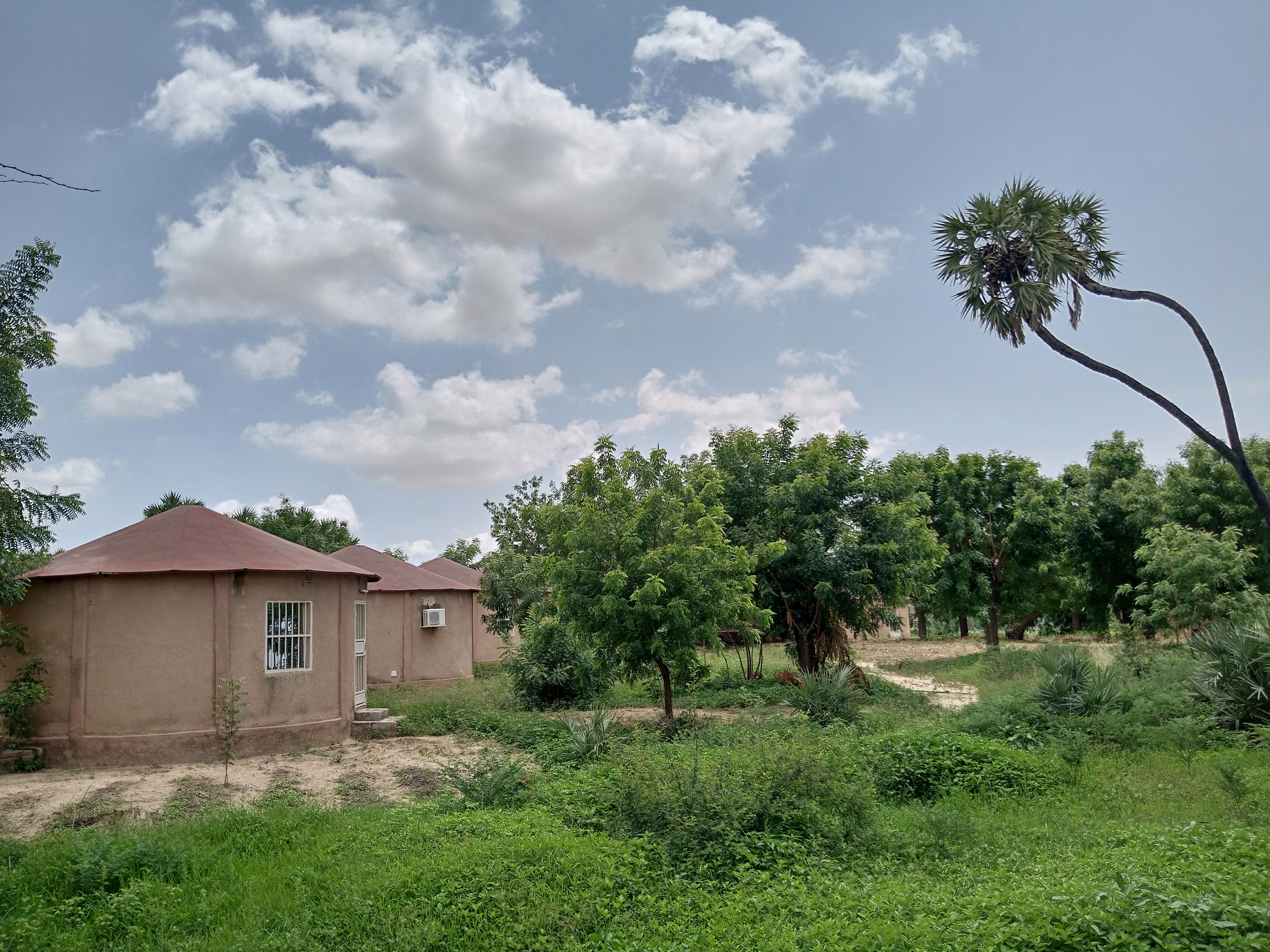
Site touristique
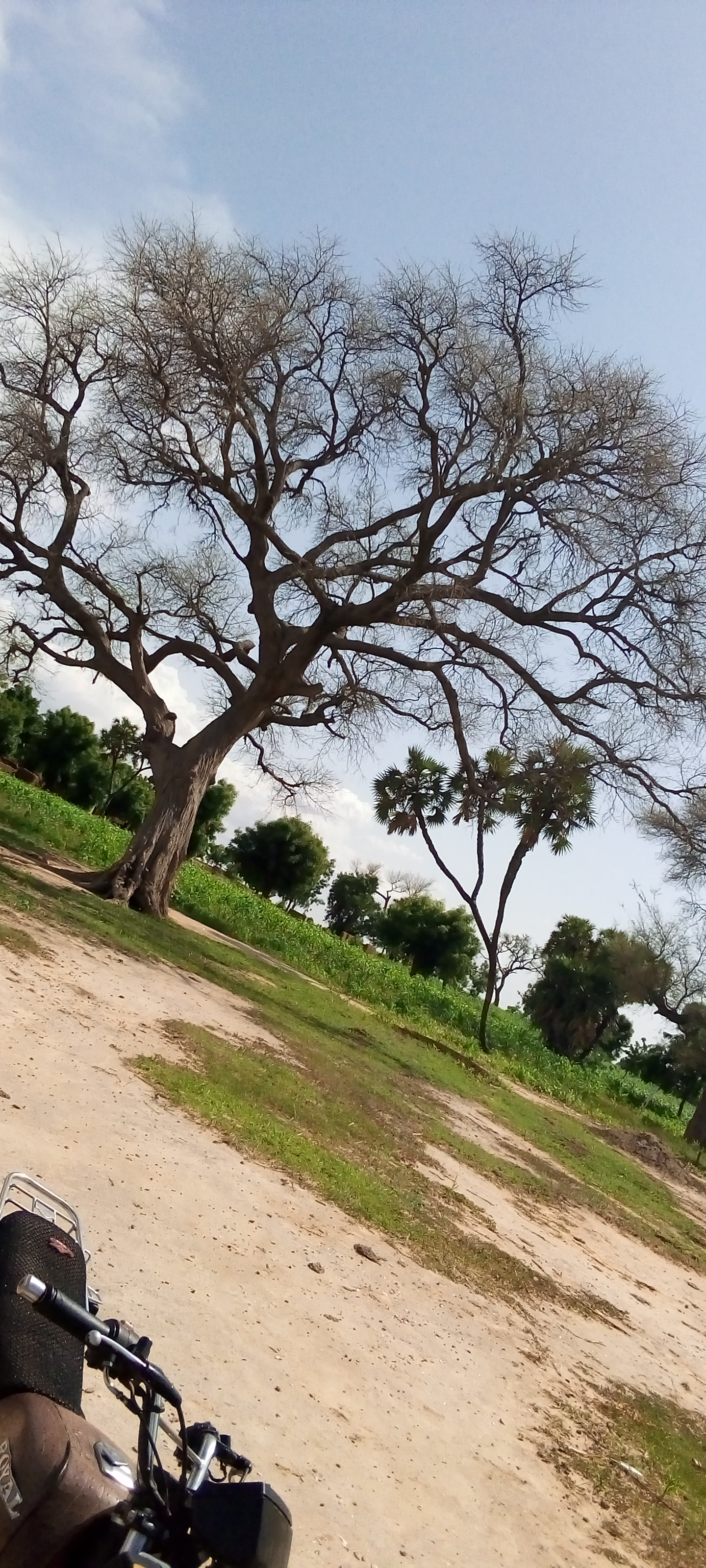
Acacia albida
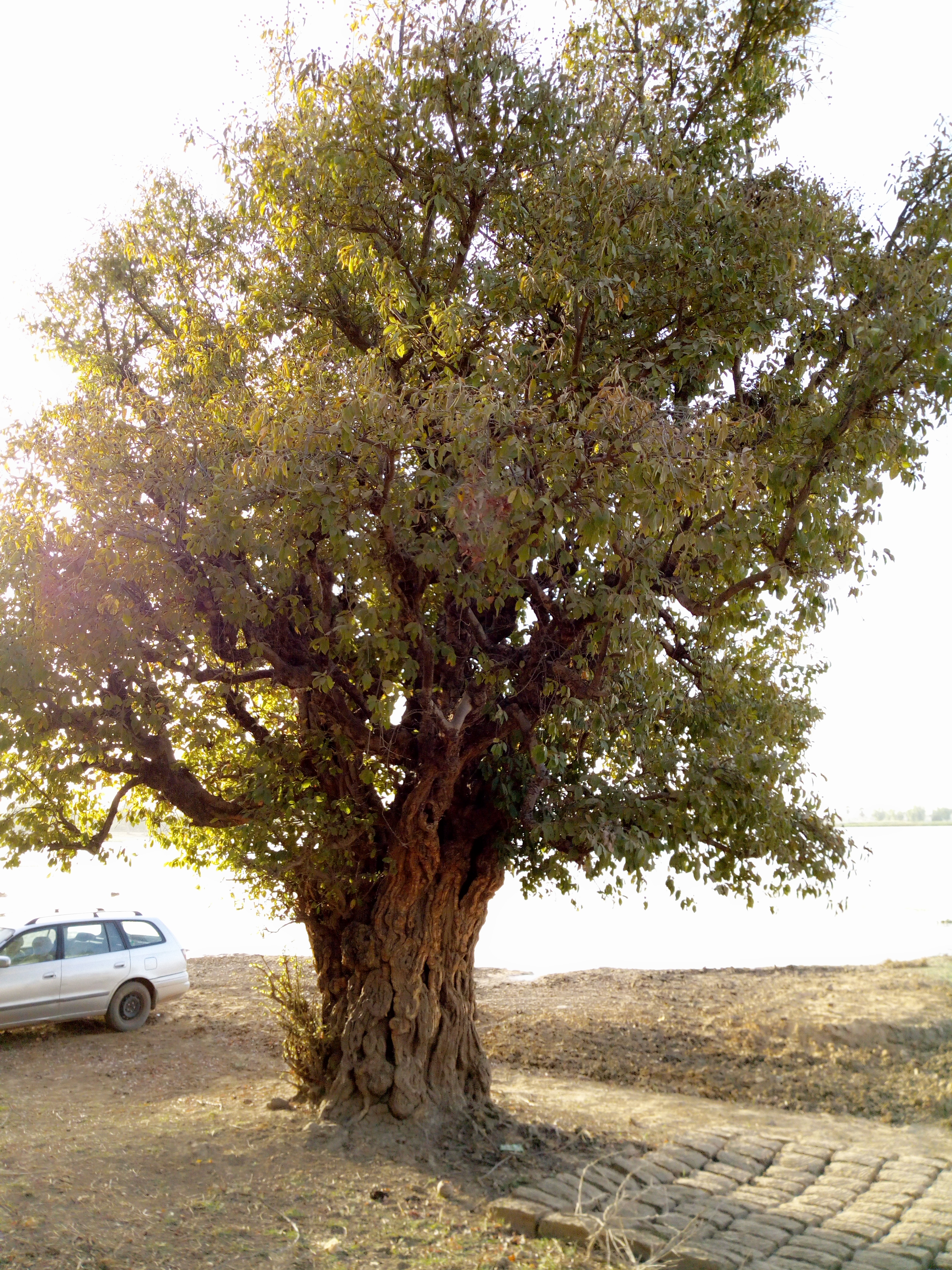
Mitragyna inermis
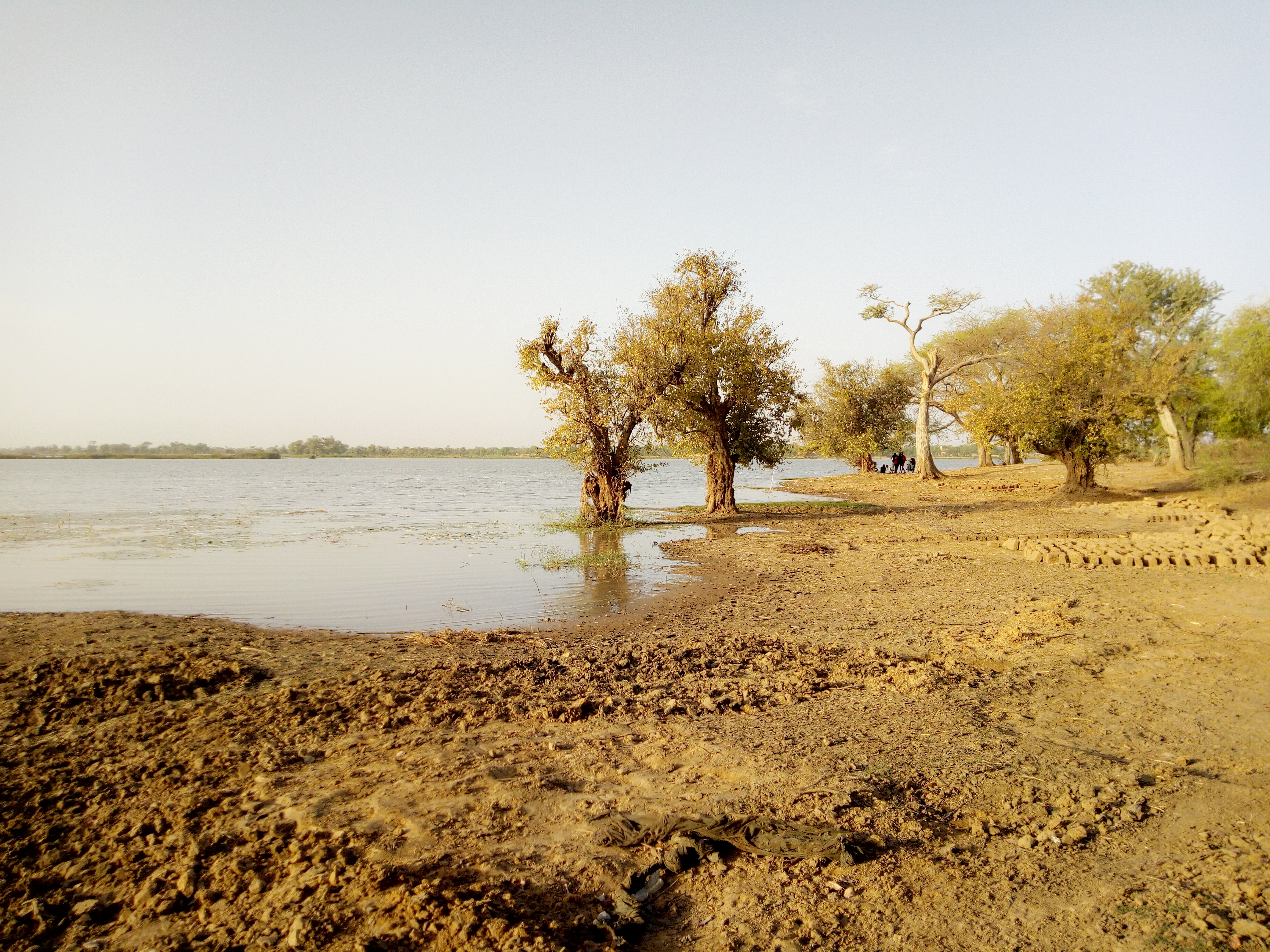
Mitragyna inermis sur les rives du lac
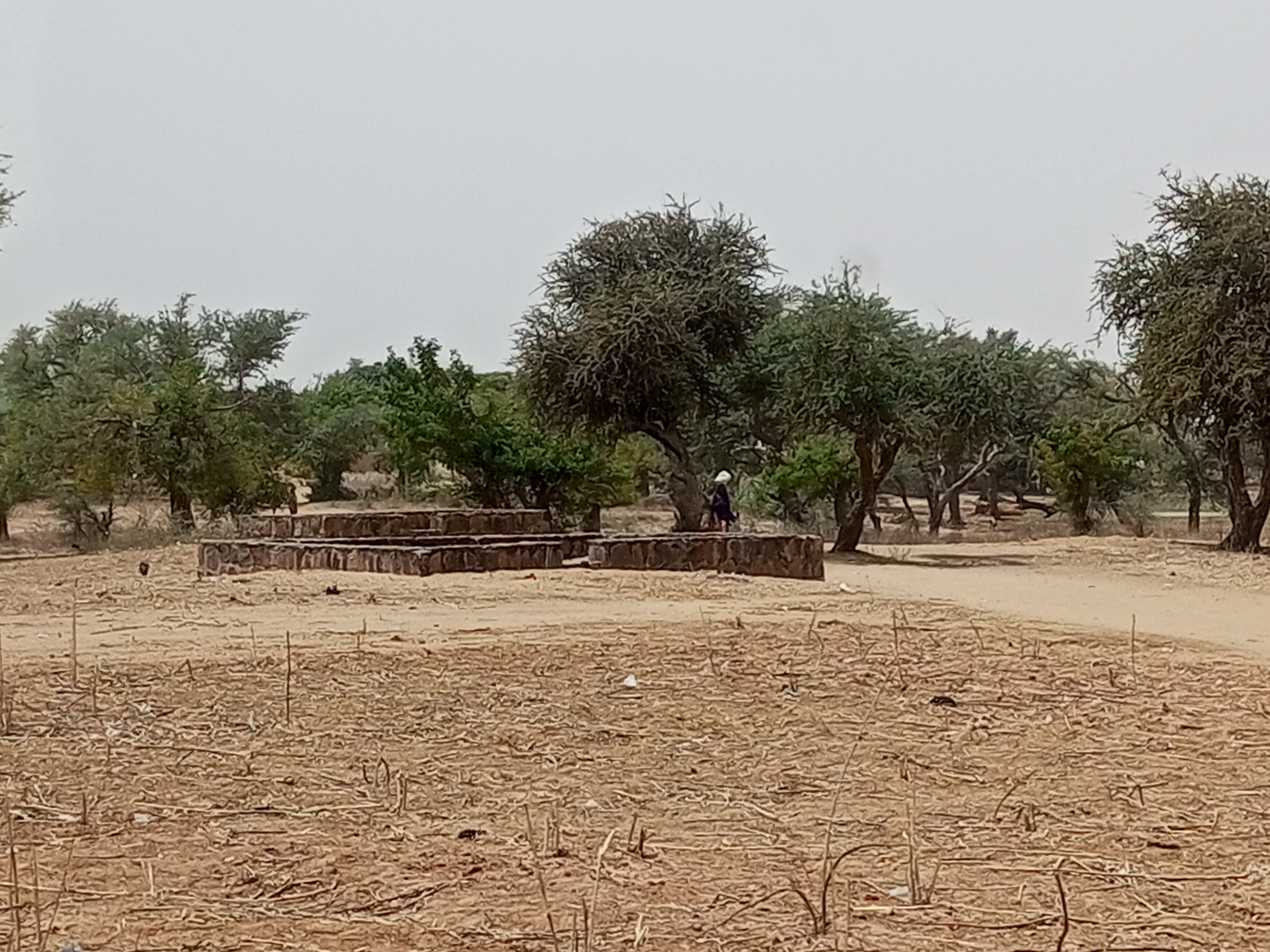
Tombeaux des 99 saints